# Беляев, Александр Фёдорович
Алекса́ндр Фёдорович Беля́ев (1907—1967) — советский инженер и учёный, специалист в области взрывчатых веществ, основоположник физических основ горения и взрыва в конденсированных системах, доктор технических наук. Лауреат Государственной премии СССР.

## Биография
Родился 12 июля 1907 года.
Окончил физико-механический факультет Ленинградского политехнического института (1930).
С 1931 года и до своей кончины в 1967 году работал ИХФ АН СССР.
В 1930-е гг. под руководством Ю. Б. Харитона изучал механизм передачи детонации в вакууме. Затем выполнил цикл исследований по изучению горения взрывчатых веществ и порохов.
Совместно с А. Е. Беляевой открыл явление диспергирования при горении. На основе этих исследований написал диссертацию «Механизм горения взрывчатых веществ», которую защитил в 1946 году.
В 1947—1954 гг. от ИХФ командирован в Арзамас-16 в КБ-11 (ядерный проект), начальник лаборатории № 2.
Автор 5 монографий.
В 1971 году совместно с К. К. Андреевым ему была присуждена (посмертно) Государственная премия СССР за цикл работ по термическому разложению, горению, детонации и работе взрыва конденсированных систем.
Награждён орденами Красного Знамени (1949), Красной Звезды и «Знак Почёта».
Умер на работе 12 января 1967 года. Похоронен на Востряковском кладбище.